# ビートルズ・イン・イタリー
『ビートルズ・イン・イタリー』（英語: Beatles In Italy）は、1965年11月12日にアナログLPで発売されたビートルズのベスト・アルバムである。

## 解説
シングル盤「フロム・ミー・トゥ・ユー」から「涙の乗車券」までの作品を任意に収録した編集盤で、ヨーロピアンツアー中イタリアでのコンサートと、映画『ヘルプ!4人はアイドル』の封切りの売上に便乗する形で、イタリアで1965年11月12日にパーロフォンよりリリースとされた。タイトル、ジャケット（そもそもイタリアで撮影されたものではなく、前年に行われたアメリカ・ワシントンD.C.でのコンサート写真）ともライブ・アルバムを思わせるが、スタジオ録音曲のみで構成された通常のコンピレーション・アルバムである。後年の再発盤も含め、イタリア盤は全てモノラルでのリリース。
1970年の「ローリング・ストーン」誌のインタビュー中、ジョン・レノンが「イタリアでのライブ・アルバムがある。誰かが録音していたみたいだね」と発言。そのタイトルやジャケットに使われた写真からファンが当アルバムをそのライブ盤と思い込んでしまい、挙って購入するという珍事が起きている。
オランダでは1981年に、日本では1982年10月21日にリリースされたが、いずれもステレオでのリリースとなっている。しかし、「シーズ・ア・ウーマン」と「サンキュー・ガール」はモノラル、「ジス・ボーイ」と「イエス・イット・イズ」はモノラル・ミックスを基にした擬似ステレオ・ミックスで収録されている。なお、「アイ・フィール・ファイン」は、英国・日本盤『ザ・ビートルズ1962年〜1966年』に収録されているものと同じく冒頭にノイズと囁きが入るヴァージョンで収録された。

## 収録曲
特記を除き、作詞作曲はレノン＝マッカートニーによるもの。
| #         | タイトル                                     | 作詞・作曲                                                             | リード・ボーカル                      | 時間  |
| --------- | -------------------------------------------- | ---------------------------------------------------------------------- | ------------------------------------- | ----- |
| 1.        | 「ロング・トール・サリー」(Long Tall Sally)  | エノトリス・ジョンソン ロバート・ブラックウェル リチャード・ペニーマン | ポール・マッカートニー                | 2:03  |
| 2.        | 「シーズ・ア・ウーマン」(She's a Woman)      |                                                                        | ポール・マッカートニー                | 2:58  |
| 3.        | 「マッチボックス」(Matchbox)                 | カール・パーキンス                                                     | リンゴ・スター                        | 1:59  |
| 4.        | 「フロム・ミー・トゥ・ユー」(From Me to You) |                                                                        | ジョン・レノン ポール・マッカートニー | 1:56  |
| 5.        | 「抱きしめたい」(I Want to Hold Your Hand)   |                                                                        | ジョン・レノン ポール・マッカートニー | 2:24  |
| 6.        | 「涙の乗車券」(Ticket to Ride)               |                                                                        | ジョン・レノン                        | 3:11  |
| 合計時間: | 合計時間:                                    | 合計時間:                                                              | 合計時間:                             | 14:31 |

| #         | タイトル                                         | 作詞・作曲           | リード・ボーカル                                         | 時間  |
| --------- | ------------------------------------------------ | -------------------- | -------------------------------------------------------- | ----- |
| 7.        | 「ジス・ボーイ」(This Boy)                       |                      | ジョン・レノン ポール・マッカートニー ジョージ・ハリスン | 2:11  |
| 8.        | 「スロウ・ダウン」(Slow Down)                    | ラリー・ウィリアムズ | ジョン・レノン                                           | 2:56  |
| 9.        | 「アイ・コール・ユア・ネーム」(I Call Your Name) |                      | ジョン・レノン                                           | 2:04  |
| 10.       | 「サンキュー・ガール」(Thank You Girl)           |                      | ジョン・レノン                                           | 2:01  |
| 11.       | 「イエス・イット・イズ」(Yes It Is)              |                      | ジョン・レノン ジョージ・ハリスン ポール・マッカートニー | 2:42  |
| 12.       | 「アイ・フィール・ファイン」(I Feel Fine)        |                      | ジョン・レノン                                           | 2:16  |
| 合計時間: | 合計時間:                                        | 合計時間:            | 合計時間:                                                | 14:10 |